# Kadabettanahalli, Gubbi
Kadabettanahalli là một làng thuộc tehsil Gubbi, huyện Tumkur, bang Karnataka, Ấn Độ.